# Ospitale di San Giacomo di Altopascio

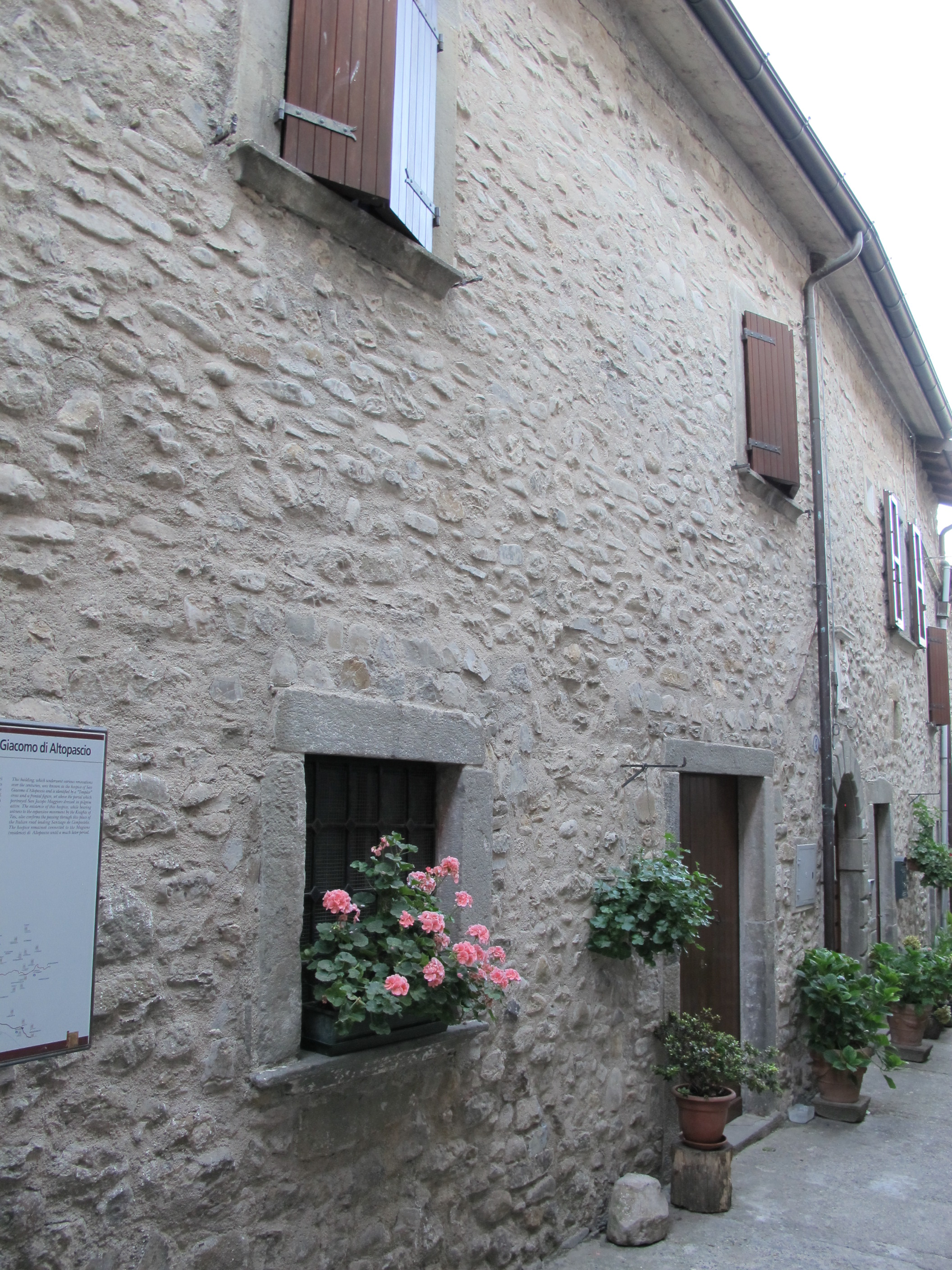
Ospitale di San Giacomo di Altopascio

L'ospitale di San Giacomo di Altopascio è un edificio che si trova a Filattiera.
L'ospitale è indicato da una croce templare, rifatta sull'originale esposto fino a qualche anno fa e poi sostituita. L'edificio, che è stato legato alla casa d'Altopascio fino ad epoca assai tarda, è di un bel marmo e mostra un San Giacomo dinamico, in veste medievale e cioè non come l'apostolo ma come il pellegrino; esso è stato comunque rimaneggiato e trasformato nel tempo.

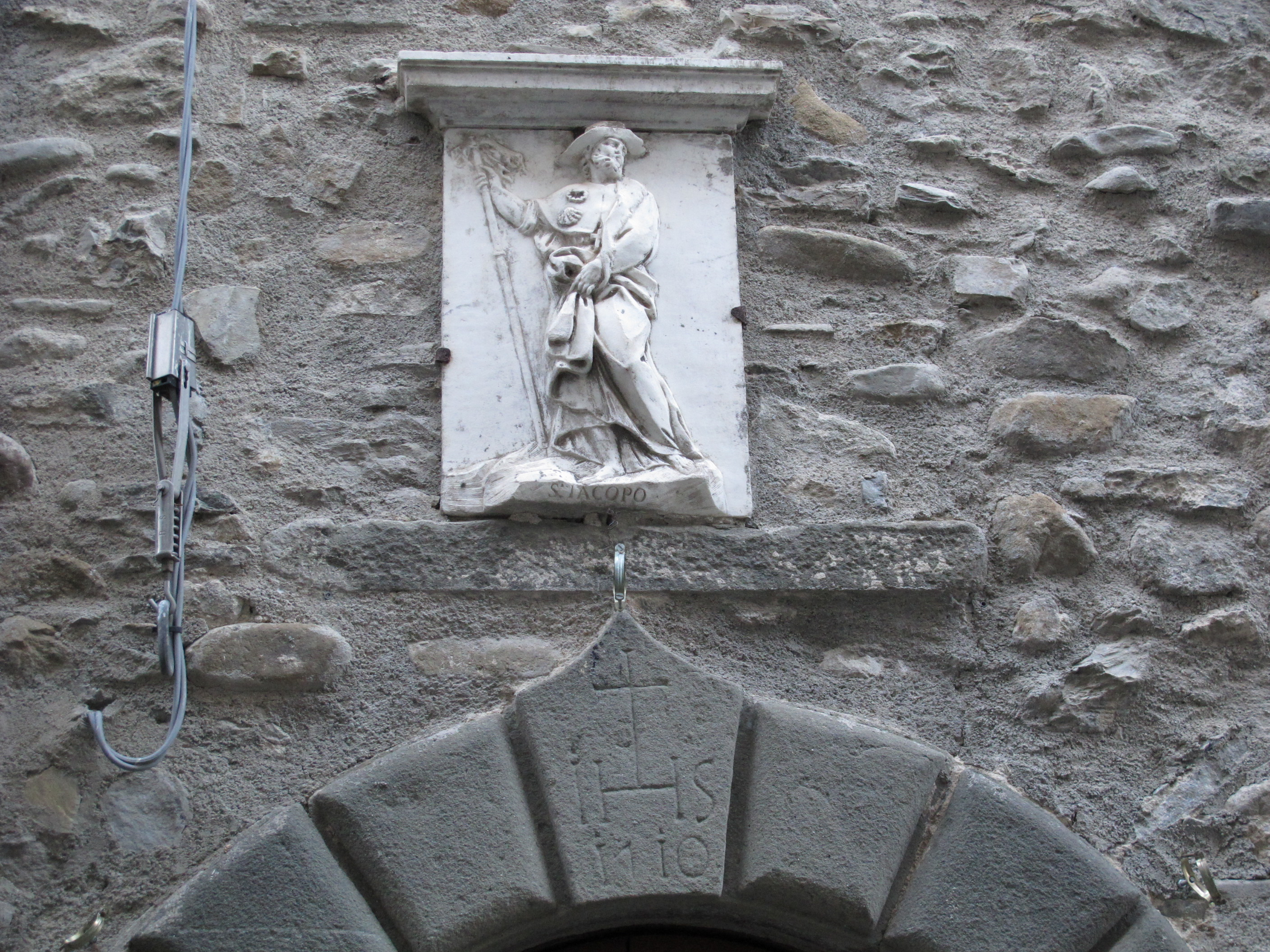
Stemma